# Voor altijd samen, amen
Voor altijd samen, amen is een Nederlandstalig kinderboek, geschreven door Guus Kuijer, met illustraties van Alice Hoogstad. Het werd uitgegeven in 1999 door Uitgeverij Querido (Amsterdam) en herdrukt in de Polleke-omnibus. De doelgroep is 9+.
Voor altijd samen, amen was Kuijers eerste boek over Polleke. Hierna volgden er nog vier delen: Het is fijn om er te zijn (2000), Het geluk komt als de donder (2000), Met de wind mee naar de zee (2001) en Ik ben Polleke hoor! (2001).
In 2003 werd de Polleke-reeks verfilmd onder de titel Polleke (regie: Ineke Houtman).

## Vertalingen en prijzen
Het boek werd vertaald in het Duits, Deens, Zweeds, Noors, Frans, Italiaans, Sloveens en Japans.
In 2000 werd het boek Voor altijd samen, amen bekroond met de Gouden Griffel en met een Jonge Gouden Uil. Met de wind mee naar de zee kreeg een Zilveren Griffel en Ik ben Polleke hoor! de Woutertje Pieterse Prijs.
In Duitsland won Voor altijd samen, amen, in de vertaling Wir alle für immer zusammen van Sylke Hachmeister, de Duitse Jeugdliteratuurprijs (2002).

## Inhoud
Polleke heeft verkering met de Marokkaanse Mimoen. Haar vader is verslaafd, haar moeder gaat met de meester trouwen en Mimoens ouders willen dat hij de verkering verbreekt.
Elk weekeinde gaat ze naar de boerderij van haar opa en oma. Hoewel ze niet gelooft, leert ze toch bidden van haar grootouders. Ze bidt dan dat zij en Mimoen samen zullen blijven: "Voor altijd samen, amen".